# Utkikken
Utkikken (norwegisch für Aussicht) ist ein Berg im ostantarktischen Königin-Maud-Land. Er ist der nördlichste Gipfel des Ahlmannryggen und ragt 8 km nordöstlich des Trollkjelpiggen auf. Er bietet eine Aussicht auf den Jutulstraumen und den vorgelagerten Schelfeisgürtels an der Prinzessin-Martha-Küste.
Norwegische Kartographen, die den Berg auch benannten, kartierten ihn anhand von Luftaufnahmen und Vermessungen der Norwegisch-Britisch-Schwedischen Antarktisexpedition (1949–1952) und Luftaufnahmen aus den Jahren von 1958 bis 1959 der Dritten Norwegischen Antarktisexpedition (1956–1960).